# Bozoo (ort i Spanien)
Bozoo är en ort i Spanien.   Den ligger i provinsen Provincia de Burgos och regionen Kastilien och Leon, i den norra delen av landet, 260 km norr om huvudstaden Madrid. Bozoo ligger 576 meter över havet och antalet invånare är 106.
Terrängen runt Bozoo är kuperad åt nordväst, men åt sydost är den platt. Runt Bozoo är det mycket glesbefolkat, med 6 invånare per kvadratkilometer. Närmaste större samhälle är Miranda de Ebro, 12,2 km öster om Bozoo. Trakten runt Bozoo består till största delen av jordbruksmark.